# Charlotte Dujardin
Charlotte Dujardin (ur. 13 lipca 1985) – brytyjska amazonka. Dwukrotna złota medalistka olimpijska z Londynu.
Zawody w 2012 były jej pierwszymi igrzyskami olimpijskimi. Startuje w dresażu. W Londynie odniosła największy sukces w karierze, zwyciężając indywidualnie i w drużynie, w której partnerowali jej Laura Bechtolsheimer i Carl Hester. Startowała na koniu Valegro. Była medalistką mistrzostw Europy w drużynie.